# Schalodeta fasciolata
Schalodeta fasciolata är en fjärilsart som beskrevs av Rothschild 1913. Schalodeta fasciolata ingår i släktet Schalodeta och familjen björnspinnare. Inga underarter finns listade.